# Gamal al-Banna
Pour les articles homonymes, voir Al Banna.
Gamal al-Banna (15 décembre 1920 - 30 janvier 2013) est un théologien et jurisconsulte musulman égyptien. Il est également le jeune frère d’Hassan al-Banna, le fondateur des Frères musulmans et grand-oncle de Tariq Ramadan. Gamal al-Banna est par ailleurs l'auteur de nombreux traités sur le syndicalisme en Égypte, dans les pays islamiques mais aussi dans le monde occidental. À ce titre il a d'ailleurs été chargé de cours de  théorie politique comparée à l'Université.

## Théologie
Il se démarque par sa vision progressiste de l'islam. Il a en particulier pris position concernant le port du hidjab (foulard islamique), considérant que l'important pour une femme était la décence et que le foulard ne faisait pas partie des fondements de l'islam mais de la coutume : 
« Le Coran ne dit pas que la femme doit porter le voile, seulement qu'elle doit cacher sa poitrine. »
Gamal al-Banna s'oppose au conservatisme des cheikhs contemporains en les accusant de déformer l'esprit de l'islam et en se référant à tout bout de champ aux hadith (propos attribués à Mahomet) plutôt qu'au Coran :
« On ne peut pas se fonder là-dessus pour répondre aux préoccupations d'aujourd'hui : ce ne sont que des paroles rapportées, dont l'authenticité est souvent contestée et dont la signification est indissociable du contexte historique dans lequel elles ont été écrites au fil des siècles. »
Pour autant il ne refuse pas les hadith :
« Nous croyons en Allah conformément au Saint-Coran et à la Sunnah non-altérée »
Gamal al-Banna préconise au contraire une réinterprétation du Coran à la lumière du monde moderne, une religion qui ne délivre plus des règles de vie et des injonctions sur les moindres détails de la vie quotidienne, mais laisse à l'homme son libre arbitre et son autonomie : 
« Le Coran est un guide pour les croyants, pas une science exacte » il reproche aux islamistes et aux institutions religieuses, comme al-Azhar, de vouloir « appliquer à la lettre un islam inventé il y a plus de mille ans » en s'appuyant notamment sur les hadith (paroles et actes de Mahomet, pas toujours authentifiés). « Des milliers de hadith ont été fabriqués au fil des siècles pour servir des intérêts religieux ou politiques. Cela n'a aucun sens de s'y référer pour répondre aux questions d'aujourd'hui. »
Néanmoins, s'il est critique envers l'islam actuel, il n'est pas pour autant complaisant avec l'Occident : 
« Depuis le 11 septembre, le terrorisme est devenu un nouveau moyen pour réaliser la justice et obtenir le droit. Tant que les sociétés américaines ou européennes, capitalistes et inhumaines, ne changeront pas, ce moyen sera utilisé. Il trouvera ses adeptes au cœur même des pays occidentaux. Les prochains meneurs seront des citoyens de ces pays, pas des islamo-fascistes comme le prétend George Bush. ».
Jugé provocateur, ce discours reste confidentiel en Égypte.
Il meurt le 30 janvier 2013 à l'âge de 92 ans, d'une pneumonie.

## Écrits
- Une nouvelle démocratie (Dîmuqrâtiyya jadîda) 1946
- Position du penseur arabe à l'égard des écoles politiques (Mawqif al-mufakkir al-‘arabi tijâh al-mazâhib al-siyâsiyya al-mu‘âsira), 1957
- Les mouvements islamiques contemporains (Al-Da‘awât al-islâmiyya al-mu‘âsira), 1978
- L'Islam et le mouvement syndical (Al-Islâm wa-l haraka al-naqâbiyya), 1981
- L'islam pour la solution (Al-Islâm huwa l-hall), 1988
- Lettre aux prédications islamistes (Risâla ila al-da‘awât al-islâmiyya), 1991
- Le mouvement syndical, un mouvement humaniste (Al-Haraka al-naqâbiyya haraka insâniyya), 1992
- La théorie de la justice dans la pensée européenne et dans la pensée islamique (Nazariyyat al-‘adl fi-l fikr al-ûrubbî wa-l fikr al-islâmi), 1995
- Foi, loi, et discours coranique (Nahwa fiqh-in gadîd, vol. 1), 1996
- La sunnah dans la jurisprudence des pieux ancêtres (Al Fiqh Al-Salafy), 1996
- Vers une nouvelle jurisprudence islamique (Nahwa fiqh-in gadîd, vol. 3), 1996
- Pourquoi le mouvement syndical égyptien doit-il avoir une idéologie ? (Limâza yajib an yakûna li-l haraka al-naqâbiyya al-missriyya ‘aqîda ?), 1993
- Le Mouvement syndical égyptien : cent ans d'histoire (Al-Haraka al-naqâbiyya al-missriyya ‘ibra mi'at ‘âm), 1995
- La stratégie de l'appel islamique au XXIe siècle (Istrâtigiyyat al-da‘wa al-islâmiyya fi-l qarn al-wâhid), 2000